# 高橋靗一
高橋 靗一（たかはし ていいち、1924年4月27日 - 2016年2月25日）は、日本の建築家である。日本統治時代の青島生まれ。大阪芸術大学名誉教授、第一工房代表。日本建築学会員、日本建築家協会名誉会員。
代表作に 佐賀県立博物館、大阪芸術大学、東京都立大学南大沢キャンパス、全労済情報センター、パークドーム熊本、群馬県立館林美術館、あいち海上の森センター、白河市立図書館などがある。

## 経歴
青島生まれ。東京大学第二工学部建築学科を卒業後、逓信省営繕部設計課勤務。大学助教授を経て第一工房を設立（1960〜2015年）。東京大学、東京工業大学、東北大学、九州芸術工科大学、明治大学、東海大学、東京電機大学の非常勤講師歴任。

## 年譜
- 1924年 青島に生まれる
- 1949年 東京大学第二工学部（現東京大学生産技術研究所）建築学科卒業
- 1949年     逓信省営繕部設計課勤務（1949〜56年）
- 1956年 武蔵工業大学（現東京都市大学）助教授（1956〜66年）
- 1960年 第一工房設立
- 1967年 大阪芸術大学教授（1967〜95年）
- 1996年 大阪芸術大学名誉教授、くまもとアートポリス第2代コミッショナー就任

## 受賞歴
主な受賞
- 1971年 - 日本建築学会賞作品賞（佐賀県立博物館）
- 1977年 - 中部建築賞（中部大学19・20号館）
- 1979年 - 芸術選奨文部大臣賞（大阪芸術大学建築群）
- 1981年 - 日本建築学会賞業績賞（工業技術院資源環境技術総合研究所）
- 1982年 - 日本建築学会賞作品賞（大阪芸術大学芸術情報センター）
- 1982年 - 日本芸術院賞（大阪芸術大学芸術情報センター）[1]
- 1983年 - 建築業協会賞（大阪芸術大学芸術情報センター）
- 1986年 - 建築業協会賞（実践女子大学校舎・体育館）
- 1987年 - 中部建築賞（中部大学21・22号館）
- 1992年 - 建築業協会賞（東京都立大学 (1949-2011)）
- 1995年 - 公共建築賞優秀賞（東京都立大学 (1949-2011)）
- 1997年 - 建築業協会賞（全労済情報センター）
- 1997年 - 環境・省エネルギー建築賞 建設大臣賞（東京電力技術開発センター1期）
- 2000年 - 東京都建築賞 住宅部門最優秀賞（青山居）
- 2000年 - 東京都知事賞（青山居）
- 2004年 - 村野藤吾賞 （群馬県立館林美術館）
- 2005年 - BELCA賞 ロングライフ部門（大阪芸術大学芸術情報センター）
- 2006年 - 日本建築家協会JIA環境建築賞 一般建築部門最優秀賞（瀬戸愛知県館／あいち海上の森センター）[2]
- 2006年 - 中部建築賞（あいち海上の森センター）
- 2008年 - 日本建築家協会JIA 25年賞（大阪芸術大学芸術情報センター）[3]
- 2010年 - 公共建築賞 優秀賞（瀬戸愛知県館／あいち海上の森センター）
- 2013年 - 東北建築賞 作品賞（白河市立図書館）
- 2013年 - 福島県建築文化賞 正賞（白河市立図書館）
- 2014年 - 日本構造デザイン賞 松井源吾特別賞（構造との融合が図られた一連の建築デザイン）

## 主な作品
- 1961年 - 森英恵銀座店 （東京都）
- 1962年 - 佐賀県立図書館 （佐賀県）共同設計：内田祥哉
- 1964〜1986年 - 浪速芸術大学（現大阪芸術大学）設計競技1等、以後キャンパス整備計画 （大阪府）
- 1967年 - 佐賀県立青年の家 （佐賀県）
- 1970年 - 佐賀県立博物館 （佐賀県）共同設計：内田祥哉
- 1972年 - 東京都立中央図書館 （東京都）
- 1973年 - 佐賀県立佐賀コロニー （佐賀県）
- 1974年 - 前橋市立図書館 （群馬県）
- 1975〜1980年 - 筑波大学 第1学郡棟・第2学郡棟・ 第3学郡棟・生物農林学系棟・工学学系棟（茨城県）
- 1976〜1980年 - 工業技術院資源環境技術総合研究所本館・別棟（茨城県）
- 1976〜2015年 - 中部大学  キャンパス整備計画（愛知県）
- 1980年 - 大阪美術学校 （大阪府）
- 1981年 - 大阪芸術大学芸術情報センター （大阪府）
- 1983年 - マガジンハウス （東京都）共同設計：冨井建築設計研究室
- 1983年 - 東京女子大学 文理学部4号館 （東京都）
- 1984年 - 東京電力 電力館 （東京都）基本構想・展示計画：電通
- 1985年 - 国際科学技術博覧会 迎賓館 （茨城県）
- 1985年 - 実践女子大学 （東京都）
- 1986年 - つくば市立二の宮公民館 （茨城県）
- 1987年 - 浦添市民体育館 （沖縄県）共同設計：ARG
- 1988〜2004年 - 東洋大学白山校地再開発プロポーザル1等、以後キャンパス整備計画 （東京都）
- 1991年 - 東京都立大学 (1949-2011) 国際交流会館・図書館・体育館・学生寮 ・カフェテリア館（東京都）
- 1994年 - 府中市立総合体育館（広島県）共同設計：市浦都市開発建築コンサルタンツ
- 1994年 - オランダ大使館青葉台ハウス （東京都）
- 1994〜2006年 - 東京電力技術開発センター（現技術開発本部）（神奈川県）
- 1995年 - 全労済情報センター （東京都）
- 1997年 - パークドーム熊本 （熊本県）設計：第一工房・フジタ共同体
- 1998年 - 青山居 （東京都）共同設計：高橋真建築設計事務所
- 1998〜2004年 - 八王子高等学校改築計画プロポーザル1等、以後キャンパス整備計画 （東京都）
- 1999年 - 日本PMC千葉研究所 （千葉県）
- 2000年 - 東京電力 電気の史料館（神奈川県）
- 2001年 - 群馬県立館林美術館 （群馬県）
- 2002年 - 特別養護老人ホームこまえ正吉苑 （東京都）
- 2005年 - 2005年日本国際博覧会 瀬戸愛知県館（愛知県）
- 2006年 - あいち海上の森センター（愛知県）
- 2006年 - 清水建設技術研究所 安全安震館 （東京都）共同設計：清水建設
- 2011年 - 白河市立図書館（福島県）
- 2012年 - 特別養護老人ホーム まちだ正吉苑（東京都）
- 2015年 - 中部大学 不言実行館 ACTIVE PLAZA（愛知県）

## 著書
- 「風景のなかの階段 ---高橋てい一の建築---」 新建築社、1996年 ISBN 4786901229
- 「高橋てい一／第一工房 1960-2005」 TOTO出版、2003年 ISBN 4887062311